# Flugplatz Torgau-Beilrode

i7
i11
i13
Der Flugplatz Torgau-Beilrode (ICAO-Code: EDOG) ist ein Sonderlandeplatz im Landkreis Nordsachsen. Er verfügt über eine 800 Meter lange und 30 Meter breite Graspiste und ist für Segelflugzeuge, Motorsegler, Ultraleichtflugzeuge und Motorflugzeuge mit einem Höchstabfluggewicht von bis zu zwei Tonnen zugelassen.

## Zwischenfälle
- Am 27. April 2008 startete eine Piaggio P.149D zu einem Flug von Hodenhagen nach Görlitz. Etwa eineinhalb Stunden später näherte es sich kreisend und mit unregelmäßigem Motorlauf dem Flugplatz Torgau-Beilrode. Im Bereich des linken Queranflugs zur Piste 08 kippte das Flugzeug beim Eindrehen in den Endanflug nach links ab und schlug auf dem Boden auf. Der 67-jährige Pilot und seine Passagierin wurden dabei getötet.[2]

- Am 30. August 2008 startete ein Ultraleichtflugzeug vom Typ Rans S-12. Etwa zehn bis fünfzehn Sekunden nach dem Start fiel das Triebwerk auf Grund eines geschlossenen Brandhahns in einer Höhe von circa dreißig bis vierzig Metern aus. Das Flugzeug kippte über die rechte Tragfläche ab und prallte auf den Boden. Der 44-jährige Pilot wurde tödlich verletzt.[3]